# Панченко, Александр Александрович
Алекса́ндр Алекса́ндрович Па́нченко (род. 14 апреля 1971, Ленинград) — российский филолог и фольклорист, исследователь российских сектантских движений, народного православия и городского фольклора. Профессор РАН. Доктор филологических наук.

## Биография
Родился 14 апреля 1971 года в Ленинграде в семье известного советского филолога, академика Александра Михайловича Панченко (1937—2002) и журналистки и писательницы Ирины Аркадьевны Муравьёвой (1934—2022). В 1988—1993 годы учился на историческом факультете Ленинградского государственного университета. В 1993—1996 годы учился в аспирантуре Института русской литературы РАН. В 1996 году в ИРЛИ РАН защитил диссертацию на соискание учёной степени кандидата филологических наук по теме «Деревенские святыни как фольклорно-этнографический источник (по материалам Северо-Запада России)» (специальность 10.01.09 — «Фольклористика»).
В 1996—2002 годы — младший научный сотрудник, научный сотрудник, старший научный сотрудник, ведущий научный сотрудник Отдела фольклора Института русской литературы (Пушкинский Дом) РАН. В 1996—2000 годы — секретарь редакционной коллегии научного альманаха «Канун». С 1998 года по настоящее время — приглашённый преподаватель факультета антропологии Европейского университета в Санкт-Петербурге.
В 2002 году в ИРЛИ РАН защитил диссертацию на соискание учёной степени доктора филологических наук по теме «Фольклор и религиозная культура русских мистических сект (XVIII — начало XX вв.)» (Специальность 10.01.09 — «Фольклористика»). С 2002 года — ведущий научный сотрудник и заведующий Центром теоретико-литературных и междисциплинарных исследований Института русской литературы (Пушкинский Дом) РАН. В 2002 году — приглашённый профессор отделения славистики Университета штата Висконсин. В 2004—2005 годы — приглашённый исследователь Школы славистики и восточноевропейских исследований Лондонского университета. С 2004 года — член редакционного совета Journal of Ethnology and Folkloristics. С 2005 года — член International Society for Folk Narrative Research (ISFNR), c 2010 года — член исполнительного комитета Belief Narrative Network of the ISFNR. В 2005—2009 годы — профессор кафедры русской литературы Российского государственного педагогического университета имени А. И. Герцена. С 2007 года — член редакционной коллегии историко-антропологического альманаха «Одиссей».
С 2010 по сентябрь 2018 года — профессор Смольного института Санкт-Петербургского государственного университета, руководитель программы «Социология и антропология». По его собственному предположению, был уволен за экспертизу по судебному делу одной из пятидесятнических церквей, инициированному Центром по противодействию экстремизму МВД России. C 2011 года — член редакционной коллегии журнала «Государство, религия, Церковь в России и за рубежом».
Автор статей в журналах «Знамя», «Новая русская книга», «Звезда», «Отечественные записки» и др.

## Общественная позиция
В феврале 2022 года подписал открытое письмо российских учёных и научных журналистов с осуждением вторжения России на Украину и призывом вывести российские войска с украинской территории.

## Научные труды

### Монографии
- Панченко А. А. Исследования в области народного православия. Деревенские святыни Северо-Запада России. — СПб.: Алетейя, 1998. Архивировано 1 октября 2015 года.
- Панченко А. А. Христовщина и скопчество: Фольклор и традиционная культура русских мистических сект. — М.: ОГИ, 2002. (второе издание — 2004).
- Панченко А. А. Иван и Яков — необычные святые из болотистой местности: «Крестьянская агиология» и религиозные практики в России Нового времени. — М.: Новое литературное обозрение, 2012.

### Статьи
на русском языке
- Панченко А. А. «Провалившаяся церковь»: археология и фольклор // Новгород и Новгородская земля. История и археология. Материалы научной конференции. — Новгород, 1995. — Вып. 9. — С. 263—272.
- Панченко А. А. Почитаемые каменные кресты на Северо-Западе России // Живая старина. — 1996. — № 3. — С. 40—43.
- Панченко А. А., Панченко А. М. Осьмое чудо света // Полярность в культуре. Альманах “Канун”. — СПб., 1996. — Вып. 2. — С. 166—202.
- Панченко А. А. Схи-игуменья Евпраксия и почитаемое место в урочище Абрамовщина: материалы к изучению деревенских святынь // Ладога и религиозное сознание. Третьи чтения памяти Анны Мачинской. Материалы к чтениям. — СПб., 1997. — С. 78—83.
- Панченко А. А. Русский культ св. Параскевы Пятницы и почитаемые камни Новгородской земли // Дивинец Староладожский. — СПб., 1997. — С. 107—119.
- Панченко А. А., Петров Н. И. «Жальники» востока Новгородской земли в современной сельской культуре // Дивинец Староладожский. — СПб., 1997. — С. 95—107.
- Панченко А. А. Заметки и материалы к изучению русских мистических сект // Мифология и повседневность. Материалы научной конференции 18–20 февраля 1998 года. — СПб., 1998. — С. 146—157.
- Панченко А. А. Народное восприятие средневековых погребальных памятников и проблема семиотики надгробия // Староладожский сборник. — СПб.: Старая Ладога, 1998. — С. 133—145.
- Панченко А. А. «Магическое письмо»: к изучению религиозного фольклора // Антропология религиозности. Альманах «Канун». — СПб., 1998. — Вып. 4. — С. 175—216.
- Богданов К. А., Панченко А. А. «Фольклорная действительность»: мифология и повседневность // Мифология и повседневность: Материалы научной конференции 26–26 февраля 1999 года. — СПб., 1999. — Вып. 2. — С. 3—21.
- Панченко А. А. Религиозные практики: к изучению «народной религии» // Мифология и повседневность: Материалы научной конференции 26–26 февраля 1999 года. — СПб., 1999. — Вып. 2. — С. 198—218.
- Панченко А. А., Петров Н. И., Селин А. А. «Дружина пирует у брега»: на границе научного и мифологического мышления // Русский фольклор. — СПб., 2000. — Вып. XXX. — С. 82—91.
- Панченко А. А. Инквизиторы как антропологи, антропологи как инквизиторы // Живая старина. — 2001. — № 1. — С. 7—9. Архивировано 4 марта 2016 года.
- Панченко А. А., Штырков С. А. Чужой голос: из материалов о русском кликушестве // Чужое имя. Альманах «Канун». — СПб., 2001. — Вып. 6. — С. 316—336.
- Панченко А. А., Штырков С. А. Предания (составление, подготовка текстов, предисловие, комментарии) // Традиционный фольклор Новгородской области. Сказки. Легенды. Предания. Былички. Заговоры (по записям 1963–1999 г.). — СПб., 2001. — С. 203—221, 422—435.
- Панченко А. А. «Он де и многих делал скопцами... для того, чтоб скопить Царствие Божие»: антисексуальность в русской народной культуре // Мифология и повседневность: гендерный подход в антропологических дисциплинах. — СПб., 2001. — С. 46—75.
- Богданов К. А.,Панченко А. А. Gender как гендер: вместо предисловия // Мифология и повседневность: гендерный подход в антропологических дисциплинах. Материалы научной конференции 19—21 февраля 2001 года. — СПб., 2001. — С. 5—10.
- Панченко А. А. Субботники и их сны // Свой или чужой? Евреи и славяне глазами друг друга. Сборник статей. — М., 2003. — Вып. 11. Академическая серия. — С. 288—319.
- Панченко А. А. Магические письма // Современный городской фольклор. — М., 2003. — С. 620—642.
- Панченко А. А. Утопия «Последнего Завета» // Отечественные записки. — 2003. — № 3 (12).
- Панченко А. А. Мать или мачеха? // Отечественные записки. — 2004. — № 1 (16).
- Панченко А. А. Петербург как столица скопцов // Отечественные записки. — 2004. — № 2 (17).
- Панченко А. А. Отношение к детям в русской традиционной культуре // Отечественные записки. — 2004. — № 3 (18).
- Панченко А. А. Спиритизм и русская литература: из истории социальной терапии // Труды Отделения историко-филологических наук РАН. — М., 2005. — С. 529—540.
- Панченко А. А. Культ Ленина и «советский фольклор» // Одиссей. Человек в истории. 2005. — М., 2005. — С. 334—366.
- Панченко А. А. Фольклористика как наука // Первый Всероссийский конгресс фольклористов. Сборник докладов. — М., 2005. — Т. 1. — С. 72—95.
- Панченко А. А. Образ старости в русской крестьянской культуре // Отечественные записки. — 2005. — № 3 (24).
- Панченко А. А. Молодёжь в русской крестьянской культуре // Отечественные записки. — 2006. — № 3 (30).
- Панченко А. А. Русский спиритизм: культурная практика и литературная репрезентация // Русская литература и медицина: тело, предписания, социальная практика / Под ред. К. А. Богданова, Ю. Мурашова, Р. Николози. — М., 2006.
- Панченко А. А. Эсхатологические рассказы // Традиционный фольклор Новгородской области. (Пословицы и поговорки. Загадки. Приметы и поверья. Детский фольклор. Эсхатология (по записям 1963-2002 гг.)) / Сост. М. Н. Власова, В. И. Жекулина. — СПб., 2006.
- Панченко А. А. Новые религиозные движения и работа фольклориста // Сны Богородицы. Исследования по антропологии религии / Под ред. Ж. В. Корминой, А. А. Панченко, С. А. Штыркова. — СПб.: Изд-во Европейского ун-та в СПб, 2006. — С. 119—130.
- Панченко А. А. Иван и Яков — странные святые из болотного края (религиозные практикисовременной новгородской деревни) // Религиозные практики в современной России: Сборник статей / Под ред. К. Русселе, А. С. Агаджаняна. — М.: Новое издательство, 2006. — С. 211—236.
- Панченко А. А. Обывательская история и автоэтнография // А. М. Панченко и русская культура. — СПб., 2008. — С. 330—345.
- Панченко А. А. Религиозный фольклор села Менюша // Русский фольклор. — СПб., 2008. — С. 323—365.
- Панченко А. А. Поэтика мифа и современная культура // Историческая поэтика и пути изучения и преподавания русской словесности. Исследования и материалы. — СПб.: Издательство РГПУ им. А. И. Герцена, 2009. — С. 7—23.
- Панченко А. А. Этнография и декаданс: к изучению ранней прозы Фёдора Сологуба // Русская литература. — 2009. — № 2. — С. 158—169. — ISSN 0131-6095.
- Панченко А. А. Интернет и фольклористика // Актуальные проблемы современной фольклористики и изучения классического наследия русской литературы. Сборник научных статей памяти профессора Евгения Алексеевича Костюхина (1938–2006). — СПб.: «САГА», 2009. — С. 104—122.
- Панченко А. А. Оккультизм и коммунистическая мораль: новые религиозные движения, советское прошлое и концепция метанарратива // Славянская традиционная культура и современный мир. — М.: Государственный республиканский центр русского фольклора, 2010. — Вып. 13. Традиционная культура современного города. — С. 287—318.
- Панченко А. А. Политический фольклор как проблема антропологических исследований // Антропологический форум. — 2010. — № 12. — С. 1—7.
- Минаева А. П., Панченко А. А. «Сон Горбачёва» и русский политический фольклор эпохи Перестройки // Антропологический форум. — 2010. — № 12. — С. 1—37.
- Панченко А. А. К исследованию «еврейской темы» в истории русской словесности: сюжет о ритуальном убийстве // Новое литературное обозрение : журнал. — 2010. — № 104. — С. 79—113. — ISSN 0869-6365. Архивировано 6 апреля 2017 года.
- Панченко А. А. Владимир Даль и кровавый навет // Новое литературное обозрение. — 2011. — № 111 (5). — С. 288—315. — ISSN 0869-6365. Архивировано 5 марта 2016 года.
- Панченко А. А. Пушкин в советском фольклоре // Культурный палимпсест: Сборник статей к 60-летию В. Е. Багно / Отв. ред. А. В. Лавров. — СПб., 2011. — С. 390—410.
- Панченко А. А. «Антропологический поворот» и «этнография науки» // Новое литературное обозрение. — 2012. — № 113. — С. 65—68. Архивировано 4 марта 2016 года.
- Ильченко А. С., Панченко А. А. «Куда вы, шлюхи?»: герои современных анекдотов и миграция фольклорных сюжетов // Антропологический форум. — 2012. — № 16. — С. 333—348.
- Панченко А. А. Двадцатый век: новое религиозное воображение // Новое литературное обозрение. — 2012. — № 117. — С. 122—139. Архивировано 5 марта 2016 года.
- Панченко А. А. Бурсаки в России // Отечественные записки. — 2012. — № 4 (49).
- Панченко А. А. «Религиозные инфекции» и «духовные калеки»: Тема детства в советской атеистической пропаганде 1960-х гг. // «Убить Чарскую…»: парадоксы советской литературы для детей (1920-е – 1930-е гг.) / Сост. и ред. М. Р. Балина, В. Ю. Вьюгин. — СПб.: Алетейя, 2013. — С. 310—329.
- Панченко А. А. «Священный театр», тонкости морали и обряды перехода: антропология глобального христианства в современной России // Антропологический форум. — 2013. — № 18. — С. 215—222.
- Панченко А. А. «Трясуны»: дисциплинарное общество, политическая полиция и судьбы пятидесятничества в России // Антропологический форум. — 2013. — № 18. — С. 223—255.
- Панченко А. А. О пользе святотатства, или Pussy Riot глазами антрополога // Отечественные записки. — 2013. — № 1. — С. 217—227.
- Панченко А. А. А. Н. Веселовский и теория фольклорной легенды // Русская литература. — 2013. — № 1. — С. 3—20. — ISSN 0131-6095.
- Панченко А. А. Деньги, эгоизм и конец света: «духовная экономика» новых религиозных движений // Фетиш и табу: антропология денег в России / Сост. А. Архипова, Я. Фрухтманн. — М.: ОГИ, 2013. — С. 468—482.
- Панченко А. А. Двадцатый век Александра Перепеченых // Перепеченых А. Е. Трагически ужасная история XX века. Второе пришествие Христа. — М.: Новое литературное обозрение, 2013.
- Панченко А. А. Мертвецы: добрые, злые и непонятно какие // Отечественные записки. — 2013. — № 5.
- Панченко А. А. Кровавая этнография: легенда о ритуальном убийстве и преследование религиозных меньшинств // Отечественные записки. — 2014. — № 1 (58).
- Панченко А. А. Страх в большом городе // Отечественные записки. — 2014. — № 3 (60).

на других языках
- Panchenko A. A. Eschatological Expectations in a Changing World: Narratives About the End of the World in Present Day Russian Folk Culture // SEEFA Journal. Spring 2001. Vol. VI. No. 1. P. 10-25.
- Panchenko A. A. New Religious Movements and the Study of Folklore: The Russian Case // Folklore. Vol. 28. Tartu, 2004. P. 111—128.
- Pančenko A. A. Ivan et Iakov — Deux saints étranges de la région des marais (Novgorod) // Archives de Sciences Sociales des Religions, 130, 2005. P. 55-79.
- Panchenko A. A. Historical Anthropology and the Study of popular Religion: Recent Research Works in Russia // Sanctorum, Roma, 2006. № 3. P. 189—193.
- Panchenko A. A. Morality, Utopia, Discipline: New Religious Movements and Soviet Culture // Multiple Moralities and Religions in Post-Soviet Russia. Ed. Jarrett Zigon. New York: Berghahn Books, 2011. P. 119—145.
- Panchenko A. A. ‘Popular Orthodoxy’ and identity in Soviet and post-Soviet Russia // Soviet and Post-Soviet Identities. Ed. by Mark Bassin and Catriona Kelly. Cambridge, 2012. P. 321—340
- Panchenko A. A. How to Make a Shrine with your own Hands: Local Holy Places and Vernacular Religion in Russia // Vernacular religion in everyday life : expressions of belief / edited by Marion Bowman and Ülo Valk. London ; Oakville, CT : Equinox Pub., 2012. P. P. 42-61.
- Pančenko A. A. Le icone che si spostano: leggende sugli spostamenti miracolosi delle icone della Madre di Dio e il folklore religioso russo // I testi cristiani nella storia e nella cultura. Prospettive di ricerca tra Russia e Italia / A cura di S. Boesch Gajano, E. G. Farrugia, S. J., M. Plikhanova. Roma: Pontificio Istituto Orientale, 2013 (Orientalia Christiana Analecta 294). P. 303—320.

### Переводы
- Вигзелл Ф. Читая Фортуну: гадательные книги в России М., «ОГИ», 2007.